# SQL-92
SQL-92是SQL数据库查詢語言規範的第三次修订。与SQL-89不同的是，此次修訂是SQL数据库查詢語言标准的一次改動較大的修订。除了一些小細節不兼容之外，SQL-92可以向前兼容SQL-89标准。与SQL-89相比，SQL-92規範內容增长了大约五倍。